# Рябинин, Павел Александрович
Па́вел Алекса́ндрович Ряби́нин (13 июня 1859, Пермь, Российская империя — 19 февраля 1942, Молотов, СССР) — пермский купец 2-й гильдии, городской голова Перми в 1906—1916 годах.

## Биография
Родился 13 июня 1859 года в семье старшего фельдшера Пермского училища военного ведомства. В 1875 г. окончил Пермское уездное училище. В следующем году начал службу приказчиком купца, затем занимался торговлей аптекарскими, парфюмерными и москательными товарами. Жил и держал магазин аптекарских и парфюмерных товаров в доме № 47 по улице Торговой (теперь — улица Советская). Купец 2-й гильдии.
С 1891 года — гласный Пермской городской думы. С 26 мая 1897 года служил в Пермской городской управе, член управы. Надворный советник (1914).
С 1899 года — заместитель городского головы.
29 января 1906 года избран городским головой, с большим преимуществом опередив единственного соперника — В. М. Ржевского, который отсутствовал на заседании и был выдвинут заочно гласным Е. И. Козакевичем.
Занимал пост городского головы до 23 июня 1916 года — дольше, чем кто-либо из его предшественников. При этом неоднократно отказывался от вознаграждения за работу и ездил в командировки по служебным делам за свой счёт.
В 1916—1919 гг. находился на пенсии.
В 1919 году, после захвата Перми войсками Колчака — директор Пермского общества взаимного кредита.
Летом 1919 года эвакуировался из г. Перми вместе с отступавшими белыми войсками.
С января 1920 по октябрь 1921 года — помощник делопроизводителя санитарного надзора водного транспорта Обского плеса Томского губздрава.
По возвращении в г. Пермь, с ноября 1921 г. — делопроизводитель Пермского губернского финотдела. С февраля по март 1922 года — помощник старшего маклера при Пермской кооперативной бирже губсоюза. С марта 1922 по август 1923 года — заведующий подотделом договоров коммерческого отдела Пермского горнозаводского треста. В августе 1923 года поступил в Пермское коммунальное хозяйство заведующим столом по регулированию мелкой торговли. С декабря 1924 по август 1925 года — сотрудник для поручений Пермской окружной плановой комиссии. До ноября 1925 года — счетовод-кассир строительной конторы «Госстрой». С декабря 1925 года — секретарь-кассир Мотовилихинского РИКа, с ноября 1927 года — кассир Калининского РИКа. Лишен избирательных прав. После долгих хлопот, 10 октября 1930 года восстановлен в гражданских правах.
С 15 августа 1929 по 30 ноября 1930 года работал в госаптеке г. Шахрисабз в должности ассистента, исполняя еще обязанности счетовода по материальной отчетности. С 1 декабря 1930 по 1 марта 1932 года работал бухгалтером в шахрисабском госбанке.
19 февраля 1942 года умер от кровоизлияния в мозг.
Дважды женат. Первый раз — на Елизавете Гавриловне, с которой имел детей: Николая, Афанасию, Марию. Второй раз женился на Августе Константиновне. Имел от этого брака сына Владимира.

## Общественная деятельность
В январе 1906 г. принимал участие в организации Пермского отделения партии кадетов, но после избрания городским головой стал монархистом. Активный участник общественной жизни. Член многочисленных комиссий и комитетов, в том числе: Пермского местного управления Российского общества Красного Креста, комиссии по разбору и призрению нищих г. Перми, Пермского уездного училищного совета, Пермского общества поощрения рысистого коннозаводства, Вольного пожарного общества, Пермской комиссии УОЛЕ (с 1893 года) Председатель Пермского общественного пожарного комитета.
С начала 1910-х годов выступал с идеями о необходимости появления в Перми высшего образования (в частности, пытался добиться появления в Перми политехнического института).
В 1915 году вошел в первый состав комиссии по учреждению в Перми университета. В 1916 году стал одним из главных её участников. Несколько раз (январь, март 1916 года) в качестве уполномоченного комиссии посещал Министерство народного просвещения в Петрограде, где отстаивал положение Перми как потенциального места открытия университета.
Награждён орденом Святого Станислава 2-й степени.